# Ben Kane
Ben Kane (Nairobi, 6 de março de 1970) é um escritor nascido no Quênia mas com cidadania inglesa, de romances históricos. Ele é mais conhecido pelas séries de livros The Forgotten Legion, Spartacus e Hannibal. Seis romances dele foram best-sellers do Sunday Times, e seus livros foram publicados em mais de dez países, incluindo Estados Unidos, Itália, Espanha, Grécia, Rússia,Holanda, Portugal e Brasil.

## Biografia
Ben Kane nasceu em Nairobi, no Quênia, em 1970, onde seu pai trabalhava como veterinário para o governo queniano. Eles foram para a Irlanda quando ele tinha 7 anos.
Ele se formou como cirurgião veterinário em 1992, trabalhou em fazendas e com animais domésticos na Irlanda e Irlanda do Norte. Se mudou para a Inglaterra em 1996, trabalhando exclusivamente em clínica de animais domésticos em Londres, Surrey e Essex.
Uma viagem solo à Ásia Central em 1997 trouxe à tona sua paixão pela história e livros de ficção histórica. Ele visitou as ruínas da cidade de Marve, antiga Antioquia de Margiana, também templos helênicos no Paquistão e o local de nascimento de Alexandre, o Grande.
Em 1998, deixou o Reino Unido para viajar pelo mundo. Nos 3 anos seguintes, voltou apenas uma vez por alguns meses para ganhar dinheiro suficiente para ir embora novamente. Ele dirigiu uma van de costa a costa nos EUA, passou mais de um ano na América Central e Sul, visitou a Antártica, e várias ilhas do pacífico, voltou ao Reino Unido em 2001.
Começou a trabalhar meio período como veterinário em 2008, e em janeiro de 2009 começou a trabalhar em período integral como escritor. Ele é casado com Sarah, que é cinesiologista, e eles têm um filho.
Em 2013, Kane e dois amigos caminharam por toda a extensão da Muralha de Adriano para caridade enquanto usavam um kit militar romano completo. Eles arrecadaram quase 19.000 libras para Combat Stress e Médicos sem Fronteiras. Em 2014, eles caminharam novamente na Itália, arrecadando mais de 26.500 libras. Um documentário foi feito sobre sua caminhada, intitulado The Road to Rome. Ian McKellen fez a narração.

## Obras

### TrilogiaThe Forgotten Legion
1. The Forgotten Legion (2008)
2. The Silver Eagle (2009)
3. The Road to Rome (2010)

### SérieThe Hannibal
1. Hannibal: Enemy of Rome (2011)
2. Hannibal: Fields of Blood (2013)
3. Hannibal: Clouds of War (2014)

- Hannibal: The Patrol (conto, 2013); apenas e-book

### SérieThe Spartacus
1. Spartacus: The Gladiator (2012) no Brasil: Spartacus - O Gladiador (Agir, 2014)
2. Spartacus: Rebellion (2012) no Brasil: Spartacus - A Rebelião (Agir, 2015)

### SérieThe Eagles of Rome
1. Eagles at War (2015) me Portugal: Águias em Guerra (TopSeller, 2016)
2. Hunting the Eagles (2016) me Portugal: O Resgate das Águias (TopSeller, 2016)
3. Eagles in the Storm (2017) me Portugal: Águias na Tempestade (TopSeller, 2017)

- "The Shrine" (conto, 2015); apenas e-book
- "The Arena" (conto, 2016); apenas e-book
- "Io Saturnalia!" (conto, 2023)
- "Centurion of the First" (conto, 2023)

### SérieThe Clash of Empires
1. Clash of Empires (2018)
2. The Falling Sword (2019)

### SérieThe Lionheart
1. Lionheart (2020)
2. Crusader (2021)
3. King (2022)

### Mathieu Carrey
1. Napoleon's Spy (2023)

### Outros
- A Day of Fire: A Novel of Pompeii (2014); contribui com um capítulo.
- Sands of the Arena and Other Stories (2021)
- Stormcrow (2024)